# Dave van Delft
Dave van Delft (Rotterdam, 5 november 2001) is een Nederlands voetballer die als aanvaller voor Excelsior Maassluis speelt.

## Carrière
Dave van Delft speelde tot 2020 in de jeugd van Excelsior. In het seizoen 2019/20 zat hij enkele wedstrijden op de bank van het eerste elftal van Excelsior, maar debuteerde pas het seizoen erna. Dit debuut vond plaats op 10 november 2020, in de met 3-0 gewonnen thuiswedstrijd tegen TOP Oss. Hij kwam in de 90+1e minuut in het veld voor Elías Már Ómarsson. Hij speelde in totaal zeven wedstrijden voor Excelsior. In 2021 vertrok hij naar Excelsior Maassluis.

### Statistieken
| Seizoen                         | Club                | Land           | Competitie     | Competitie | Competitie | Beker | Beker | Totaal | Totaal |
| Seizoen                         | Club                | Land           | Competitie     | Wed.       | Dlp.       | Wed.  | Dlp.  | Wed.   | Dlp.   |
| ------------------------------- | ------------------- | -------------- | -------------- | ---------- | ---------- | ----- | ----- | ------ | ------ |
| 2019/20                         | Excelsior           | Nederland      | Eerste divisie | 0          | 0          | 0     | 0     | 0      | 0      |
| 2020/21                         | Excelsior           | Nederland      | Eerste divisie | 6          | 0          | 0     | 0     | 6      | 0      |
| 2021/22                         | Excelsior           | Nederland      | Eerste divisie | 1          | 0          | 0     | 0     | 1      | 0      |
| 2021/22                         | Excelsior Maassluis | Nederland      | Tweede divisie | 4          | 0          | 1     | 0     | 5      | 0      |
| Carrièretotaal                  | Carrièretotaal      | Carrièretotaal | Carrièretotaal | 11         | 0          | 1     | 0     | 12     | 0      |
| Bijgewerkt op 28 september 2021 |                     |                |                |            |            |       |       |        |        |